# St. Ulrich (Hornburg)

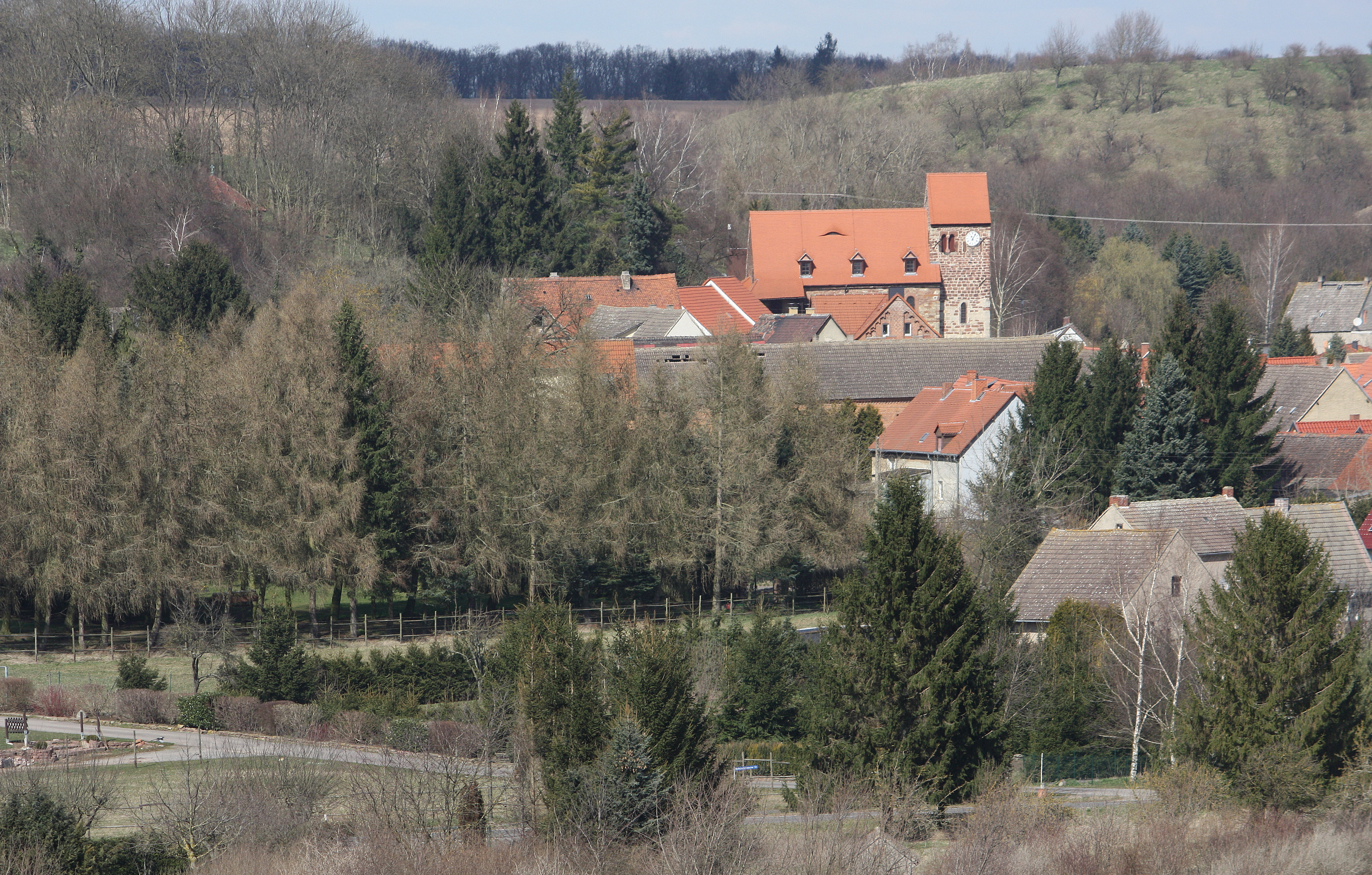
Blick zur Kirche

St. Ulrich ist eine denkmalgeschützte Kirche im Ortsteil Hornburg der Gemeinde Seegebiet Mansfelder Land. Im örtlichen Denkmalverzeichnis ist sie unter der Erfassungsnummer 094 05787 als Baudenkmal verzeichnet.

## Geschichte
Um 1200 wurde eine erste Kapelle als Filialkirche des Klosters Holzzelle auf einer Anhöhe über Hornburg eingerichtet. Die Räumlichkeit war damals ein einstiger Wehr- bzw. Fluchtturm. 1352 wurde erstmals eine Pfarrkirche in Hornburg erwähnt. Um 1725 wurde das Kirchenschiff deutlich erweitert. Die Kirche ist als Chorturmkirche erbaut, der Turm steht also, auch bedingt durch die Hanglage des Bauwerks, im Osten. 1730 wurde der barocke Kanzelaltar geschaffen. Um 1930 sollte die damals schon desolate Kirche abgerissen werden, 1933 erfolgte eine umfassende Restaurierung. 1934 wurde das Innere neu ausgemalt. Ab 1985 wurde die Kirche nicht mehr genutzt und verfiel zusehends. Von 2006 bis 2014 wurde das Bauwerk innen und außen durch einen Förderverein liebevoll saniert und ist heute kultureller Mittelpunkt des Ortes.

## Architektur und Ausstattung

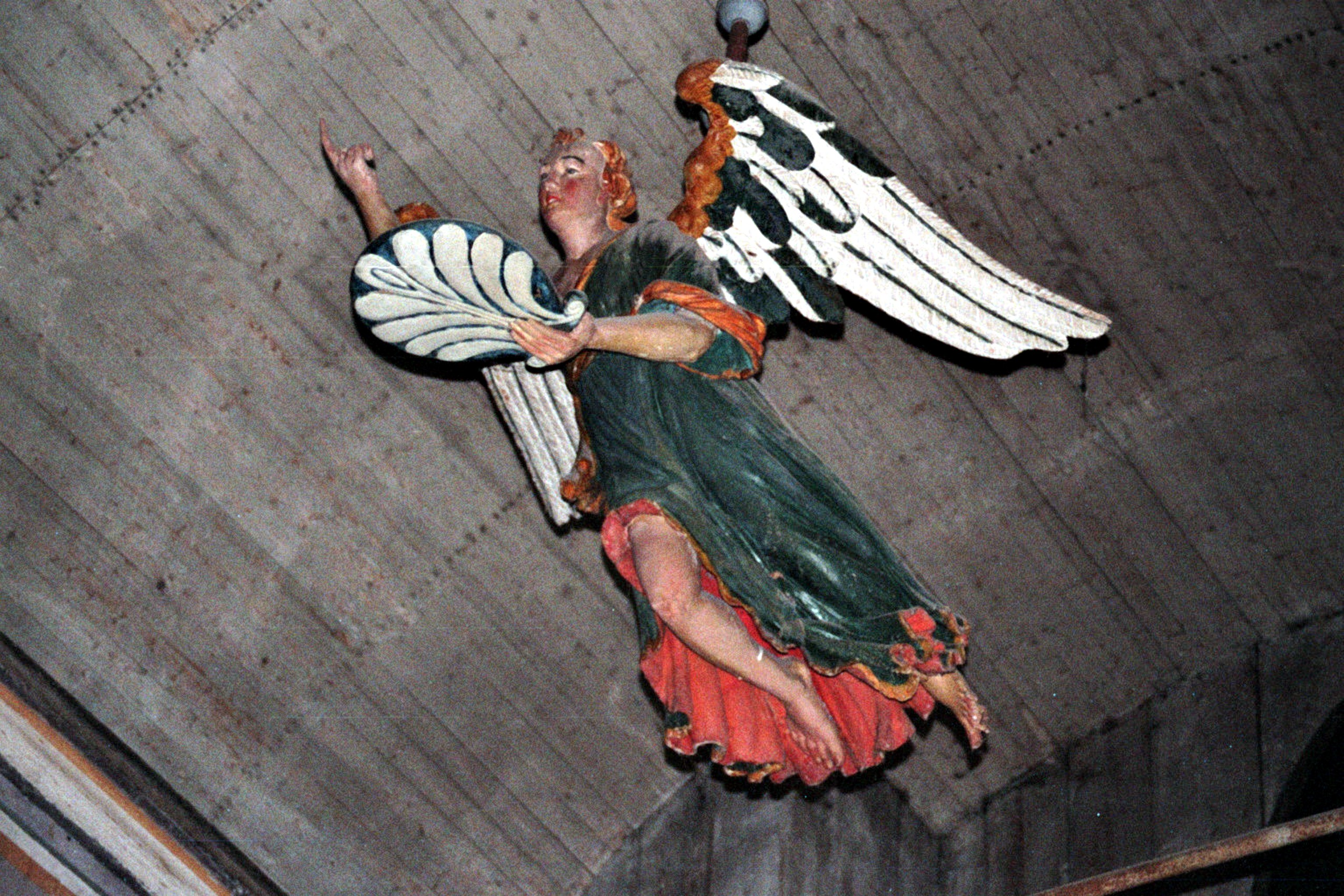
Taufengel

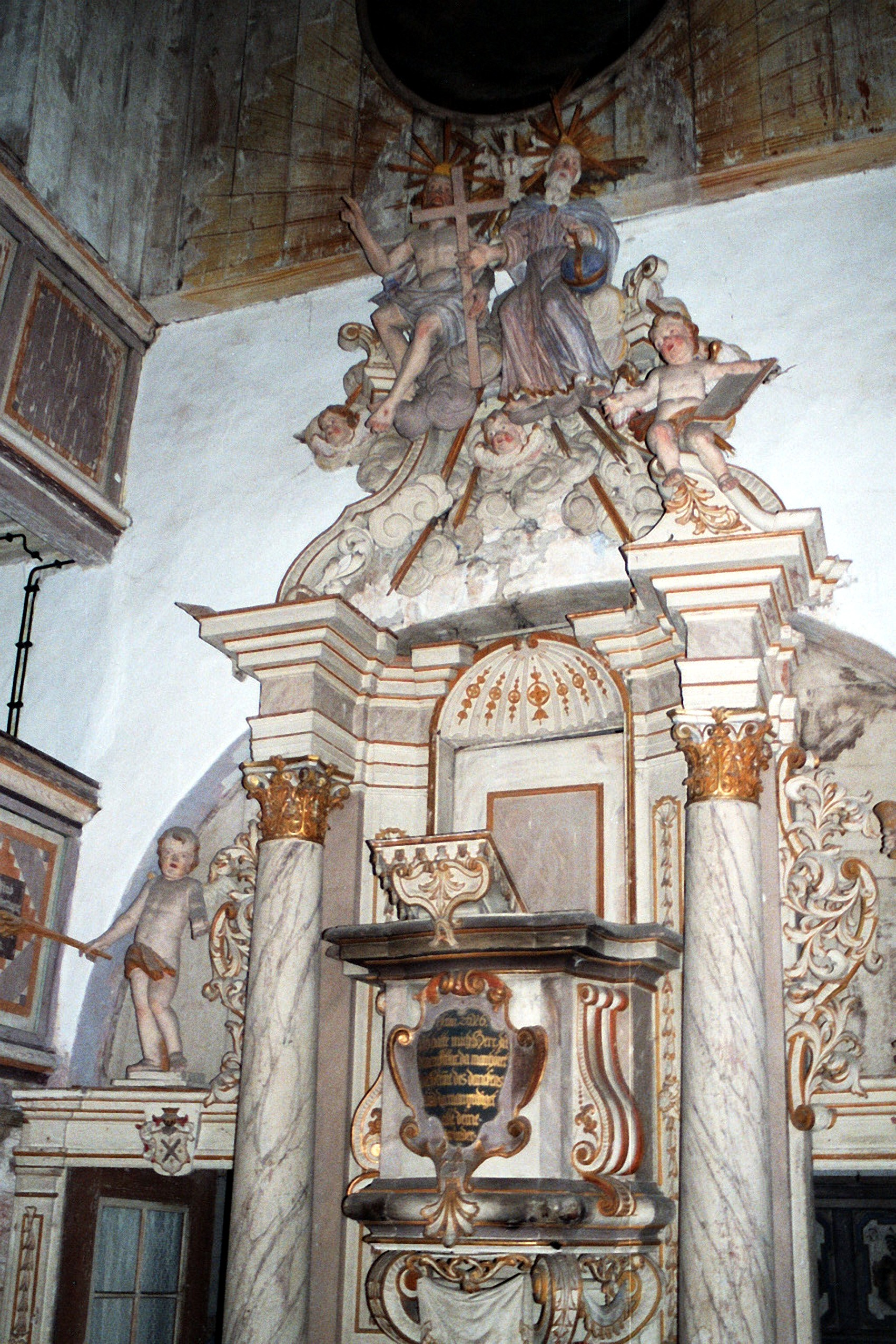
Altar

Die Kirche ist eine Chorturmkirche mit rechteckigem Kirchenschiff und im Osten angefügtem, rechteckigem Turm. Dieser besitzt ein Satteldach sowie rundbogige Biforien als Schallfenster. Eine ehemalige Apsis ist im Mauerwerk im Osten noch sichtbar. Das Kirchenschiff besitzt nur an der Südseite Fenster, diese sind rundbogig und mit Sandstein umfasst. Das Dach wird durch Gauben durchbrochen. Das Tympanon über dem Eingangsportal zeigt das Lamm Gottes mit der Siegesfahne. Die einstige Loge im Innenraum ist von außen über einen überdachten Anbau begehbar.
Das Kirchenschiff besitzt eine hölzerne Tonnendecke, der Turmraum ein Kreuzrippen- bzw. Sterngewölbe. Hier finden sich auch bemalte Reste eines einstigen Chorgestühls. Der Kanzelaltar zeigt einen Kanzelkorb mit Zierkartusche, flankiert von korinthischen Säulen und Putten. Über dem Schalldeckel mit Vorhangschnitzwerk ist eine figürliche Darstellung der Trinität vor Wolkenzier eingearbeitet. Flankiert wird diese Darstellung von Putten. Links und rechts des Altars befinden sich zwei kleine, schlichte Logen mit vergitterten Fenstern. 
Auf der südlichen, unteren Empore befindet sich eine weitere Loge mit floral vergitterten Öffnungen. Weiterhin verfügt die Kirche über einen Taufengel sowie ein Taufbecken von achteckiger Form, in dessen Fuß Figuren eingearbeitet sind. 
Die Emporen sind doppelgeschossig und hufeisenförmig. Die Flachfelder sind seit 1934 mit Bibelworten versehen.

## Orgel
Die heutige Orgel wurde 1864 von August Apel aus Querfurt geschaffen. Sie besitzt 15 klingende Stimmen auf zwei Manualen und Pedal, die Trakturen sind mechanisch. Derzeit ist das Instrument nicht spielbar.

## Glocke
Die heutige Glocke ist von Hand zu läuten. Sie wurde 1593 durch den Leipziger Gießer Hans Beck geschaffen und erklingt mit dem Schlagton a′.